# Wangenbourg-Engenthal
Wangenbourg-Engenthal – miejscowość i gmina we Francji, w regionie Grand Est, w departamencie Dolny Ren.
Według danych na rok 1990 gminę zamieszkiwało 1159 osób, a gęstość zaludnienia wynosiła 37 osób/km² (wśród 903 gmin Alzacji Wangenbourg-Engenthal plasuje się na 234. miejscu pod względem liczby ludności, natomiast pod względem powierzchni na miejscu 17.).